# 포켓몬스터 울트라썬·울트라문
《포켓몬스터 울트라썬·울트라문》(일본어: ポケットモンスター ウルトラサン・ウルトラムーン)은 게임 프리크가 개발, 닌텐도·포켓몬 컴퍼니 배급의 롤플레잉 게임이다. 닌텐도 3DS 전용이다.
포켓몬스터 게임의 제7세대로서 《포켓몬스터 썬·문》의 개량판이다. 공표되기는 2017년 6월이며 출시되기는 전세계에서 2017년 11월 17일에 하였다.
포켓몬스터 연작들의 전통과 같이 이번 포켓몬스터에서도 역시나 어린 포켓몬 트레이너는 포켓몬 마스터로의 길을 떠난다. 이번에 여행하는 곳은 현실의 하와이에 기한 알로라지방. 《썬·문》과는 약간 다른 이야기전개를 띠고 있으며 아울러서 새로운 등장인물, 기능, 포켓몬 및 포켓몬의 폼 역시 추가되어 있다.
평가되기는 호평이 주를 이룬다. 원작 《썬·문》에서 추가된 기능기능에 호평이 있었으나 반면에 큰 줄거리에 별다름이 없음에 혹평이 있었다. 2018년 연말을 기준으로 해서 8백만 장이 넘게 팔린 것으로 조사되었다.

## 평가
| 평가 |                |
| --- | -------------- |
| 통합 점수 통합사 점수 메타크리틱 84/100 [ 2 ] [ 3 ] 평론 점수 평론사 점수 디스트럭토이드 9/10 [ 4 ] 패미츠 36/40 [ 5 ] 게임 인포머 8.5/10 [ 6 ] 게임스팟 8/10 [ 7 ] IGN 9/10 [ 8 ] 닌텐도 라이프 10/10 [ 9 ] 닌텐도 월드 리포트 8/10 [ 10 ] 폴리곤 No score given [ 11 ] |                |
| 통합 점수 |                |
| 통합사 | 점수           |
| 메타크리틱 | 84/100         |
| 평론 점수 |                |
| 평론사 | 점수           |
| 디스트럭토이드 | 9/10           |
| 패미츠 | 36/40          |
| 게임 인포머 | 8.5/10         |
| 게임스팟 | 8/10           |
| IGN | 9/10           |
| 닌텐도 라이프 | 10/10          |
| 닌텐도 월드 리포트 | 8/10           |
| 폴리곤 | No score given |

## 전작과의 차이점
- 피카츄 골짜기와 체육관 오브 관동이 추가 되었다.
- Z기술이 더 추가되고 루가루암의 황혼의 모습, 네크로즈마의 울트라네크로즈마의 모습 등이 추가 되었다.
- 새로운 환상의 포켓몬들이 추가되었다.
- 알로라 포토클럽과 만타인 서핑이 추가 되었다.
- 울트라볼을 구매할 수 있게 되었다.
- 첫 파트너 포켓몬을 할라가 주지 않고 쿠쿠이 박사가 주게 되었다.
- 주인실을 모으는 것에서 받을 수 있는 주인 포켓몬이 약어리 (군집의 모습)에서 따라큐로 바뀌었다.
- QR코드 스캔을 해서 포인트를 모아 섬스캔을 할 수 있게 되었다.
- 스토리에서 전당등록 후 레인보우 로켓단과의 배틀 요소가 추가되었다.

## 포켓몬

### 스타팅 포켓몬
- 풀 타입 : 나몰빼미
- 불꽃 타입 : 냐오불
- 물 타입 : 누리공

### 환상의 포켓몬
- 강철, 페어리 타입: 마기아나
- 격투, 고스트 타입: 마샤도
- 전기 타입: 제라오라

### 전설의 포켓몬
- 에스퍼 타입: 코스모그
- 에스퍼 타입: 코스모움
- 에스퍼, 강철 타입: 솔가레오
- 에스퍼, 고스트 타입: 루나아라
- 에스퍼 타입: 네크로즈마
- 에스퍼, 강철 타입: 네크로즈마 (황혼의 갈기)
- 에스퍼, 고스트 타입: 네크로즈마 (새벽의 날개)
- 에스퍼, 드래곤 타입: 네크로즈마 (울트라 네크로즈마)
- 전기, 페어리 타입: 카푸꼬꼬꼭
- 에스퍼, 페어리 타입: 카푸나비나
- 풀, 페어리 타입: 카푸브루루
- 물, 페어리 타입: 카푸느지느

### 울트라 비스트
- 텅비드, 매시붕, 페로코체, 전수목, 철화구야, 종이신도, 악식킹, 두파팡, 차곡차곡, 베베놈, 아고용

### 주인 포켓몬
- 울트라썬: 형사구스, 텅구리, 라란티스, 투구뿌논, 에리본
- 울트라문: 레트라, 깨비물거미, 염뉴트, 토게데마루, 짜랑고우거
- 울트라썬, 울트라문: 따라큐, 짜랑고우거, 깨비물거미